# Албертинов устав
Уставът на Кралството или Основният устав на Савойската монархия от 4 март 1848 г., известен като Албертинов устав (на италиански: Statuto Albertino) по името на краля, който го обнародва – Карл Алберт Савойски, е конституционният устав приет от Кралство Сардиния на 4 март 1848 г. в град Торино.
В преамбюла с подпис от Карл Алберт той е определен като „вечен и неотменим основен закон на Савойската монархия“. На 17 март 1861 г., с основаването на Кралство Италия, той става основната харта на новата обединена Италия и формално остава такава, макар и с промени, до влизането в сила на Републиканската конституция на 1 януари 1948 г.
Албертиновият устав, като гъвкава конституция, може да бъде изменян или допълван със закон, приет съгласно обикновената процедура. Всъщност конституционните закони присъстват в италианската правна система едва от Конституцията от 1948 г., която е твърда.

## История
Вследствие на буржоазните брожения в основните градове на Сардинското кралство, в които понякога участва и аристокрацията, Карл Алберт предприема редица либерални мерки: през 1837 г. издава граждански кодекс, последван от наказателен кодекс през 1839 г.; през 1847 г. реформира дисциплината на цензурата (наложена от Виктор-Емануил I), позволявайки публикуването на политически вестници; след това създава Ревизионен съд (т.е. Касационен съд), за да осигури известна еднаквост на юрисдикцията в държавата, намалявайки компетенциите на старите сенати и публикувайки наказателно-процесуалния кодекс, базиран на публичността на процеса. По австрийско вдъхновение той също така осъвременява състава на Държавния съвет, създаден през 1831 г., който бива формиран от двама представители за всяко териториално деление сред съветниците на провинциите, съставляващи делението – провинциални съветници, които на свой ред са избирани сред общинските.
Събитията от първите месеци на 1848 г. обаче изглежда да потвърждават съпротивата срещу конституционните хипотези и Карл Алберт ясно отхвърля идеята за предоставяне на конституция, като говори за това пред Съвещателния съвет на 13 януари 1848 г. На 30 януари 1848 г. Декурионовият корпус на Торино, който се събира за обсъждане на институцията на Националната гвардия, научава новината за предоставянето на Неапол ден по-рано, на конституция от Фердинанд II на Двете Сицилии. Корпусът незабавно решава да поисква от краля конституция и за Кралство Сардиния.

### Прокламация на 8 февруари
Карл Алберт бързо прави декларация за принципите, които ще бъдат в основата на устава (на итал. Statuto, термин, взет от традицията на Амадей VIII Савойски), състоящ се от 14 члена. Той  е провъзгласен пред народа на 8 февруари 1848 г., три дни преди Великият херцог на Тоскана да вземе същото решение и месец преди папа Пий IX .

### Обнародване
Заседателният съвет (Il Consiglio di Conferenza), отговорен за изготвянето на устава, има за основна цел да идентифицира сред европейските конституционни модели този, който е най-подходящ за Кралство Сардиния и който би довел до възможно най-малка промяна в институционалните разпоредби. Този модел е идентифициран в Орлеанската конституция от 1830 г. и в белгийската конституция от 1831 г. Няколко дни по-късно, между 23 и 24 февруари 1848 г., революцията заличава както монархията, така и конституцията от Париж. Парижкото въстание, което след това довежда Луи Бонапарт на власт, вълнува умовете и в Италия и кара идеята за република да проблесне в умовете на най-пламенните и революционни либерали, поради което обещанието за „основите“ на Карл Алберт вече изглежда твърде ограничено. Това обаче не променя позицията на краля, който обнародва Устава на 4 март.

### В Кралство Сардиния
Първото конституционно министерство, председателствано от Чезаре Балбо, назначен на 16 март 1848 г., се ограничава до прилагане на правилата на устава, тоест до пристъпване към свикване на двете камари чрез публикуване на избирателния закон. Министерството подава оставка в резултат на парламентарния вот, който отхвърля правителствената поправка към законопроекта за обединението на Ломбардия и четирите венециански провинции, освободени по време на Първата война за независимост в Пиемонт. Възникналата криза обаче няма естеството на парламентарна криза, както нямат и последвалите кризи, съпътстващи оставките на правителствата на Габрио Казати, Чезаре Алфиери и Еторе Пероне. Трагичните събития от войната принуждават правителството на Казати да прибегне до пълни правомощия и това променя отношенията между Короната, камарите, ограничени във функциите си, и правителството, инвестирано с компетенции и с изключителна роля. Очевидният парламентарен характер на правителствата на Винченцо Джоберти и Агостино Киодо, за огромното мнозинство, което ги налага по време на втората и по-трагична фаза на конфликта, не променя съществено конституционния характер на режима на устава.
Поражението при Новара на 23 март 1849 г. – една от последните битки от Първата италианска война за независимост, завършила с тоталната победа на австрийската имперска армия, начело с маршал Йозеф Радецки, над армията на Сардиния, начело с полския генерал Войцех Хшановски, и последвалата абдикация на Карл Алберт в полза на Виктор Емануил II все още не бележат края на този период, доминиран от търсенето на баланс между правомощията на държавата, което характеризира началото на конституционния живот в Пиемонт.
Правителството на Масимо д'Адзельо подготвя прехода към парламентарен режим. Голямата заслуга на Д'Адзельо в неговата умереност и в твърдото утвърждаване на превъзходството на законовия конституционализъм е защитата на представителните институции в трудните обстоятелства, в които се намира Субалпийската държава.
Прокламацията от Монкалиери на 20 ноември 1849 г., подписана от Виктор Емануил II,
но изготвена от Д'Адзельо, улеснява избора на Камара на депутатите, желаеща да сътрудничи на правителствената линия. Прокламацията е манифестът, с който Виктор Емануил II, наследил баща си Карл Алберт Савойски след поражението в Първата война за италианска независимост, се обръща към избирателите на Кралство Сардиния, за да ги накара да съберат мнозинство в парламента в полза на ратифицирането на Мирния договор с Австрийската империя (на който се противопоставя Камарата, считайки го за прекалено драконовски). Впоследствие е започната решителна политика на реформи. Одобрението с голямо мнозинство на Законите на Сикарди (законите за разделяне между Държавата и Църквата на Кралство Сардиния от 1850 г.), които премахват църковния форум и които определят отношенията между държавата и църквата, бележи фундаментална повратна точка. Огромното мнозинство, което подкрепя действията на правителството в двете камари, сега е предназначено да даде различна основа на изпълнителната власт, чиито министри вече няма да могат да избягват валидирането на работата си в парламента. Така започва парламентарният режим, който характеризира политическия живот през следващите десетилетия и който има своя велик архитект в лицето на Камило Бенсо ди Кавур. Още през 1848 г. Кавур подкрепя в статия от 10 март в торинския ежедневник „Ил Рсорджименто“ тезата за връзката между парламентарния прерогатив и ръководния прерогатив, предопределена прогресивно да еволюира в полза на първия. Като разглежда ролята на парламента като централна, Кавур не е изолиран. Големи сектори на либералното мислене споделят неговите идеи, като напр. Карло Бон Компани в творбата му „За представителната монархия“ („Della monarchia rappresentativa“) и Пиетро Певерели в „Коментари върху статута на Кралство Сардиния“ ("Commenti intorno allo Statuto del regno di Sardegna". ).
Поемайки управлението от Д'Адзельо, Кавур става най-решителният поддръжник на линия, стремяща се да превърне Парламента, и по-специално Избирателната камара, в център на политическия и институционален живот, в противоречие с консервативните кръгове, представлявани от Чезаре Балбо, поддръжник на чистата конституционна форма. В тома „За представителната монархия в Италия“ Балбо вижда Короната като активна и двигателна опорна точка на цялата система и се застъпва за участието на монархическата институция в дейността на камарите. Кавур от друга страна претендира пред парламента за максимална власт и пълна независимост от самата монархия, също и с оглед на промените, които по инициатива на Избирателната камара трябва да бъдат въведени в системата, установена от Устава. Организацията на горната камара вече е събудила много недоумения веднага след влизането в сила на Устава. На 27 май 1848 г. Кавур в статия, публикувана във вестник „Ил Рисорджименто“, заема критична позиция относно системата за набиране на сенатори. Той се произнася в полза на изборен Сенат, който да упражнява балансираща функция по отношение на Представителна камара по модела на белгийската конституция.
Номинирането на Кавур за министър-председател през 1852 г. придобива значението на решаваща повратна точка. Макар че кризата, предопределила падането на правителството на Д'Адзельо, е все още от извънпарламентарно естество, без да е определена от ясен вот на недоверие, все пак при в избора на новия премиер от краля се разкрива нуждата да се повери управлението на новото правителство на ръководителя на парламентарното мнозинство в Камарата на депутатите.
Наличието на голямо хомогенно мнозинство изглежда все по-необходимо за постигане на типичните за националния либерализъм цели на гражданското и политическо обновление. Оттук и раждането на споразумението – „съюзът“, който събира голям либерален и реформаторски център, образуван от умерената десница и реформаторската левица, изключвайки консервативната десница и революционната левица. Циментирано чрез избирането на Ратаци за председател на Камарата (11 май 1852 г.), споразумението с левоцентристите дава на Кавур възможността да получи председателството на Съвета, което той заема от 1852 г. до смъртта си, с кратката пауза на правителството на Алфонсо Фереро Ла Мармора (юли 1859-януари 1860 г.). Кралят го смята формално за свой министър, но Кавур се държи като глава на парламентарно правителство, отговорно пред камарите и работещо само по силата на отношения на доверие, които легитимират неговата дейност.

### В Кралство Италия
През 1861 г., с раждането на Кралство Италия, Уставът се прилага в цялото кралство. Гъвкавият характер на Устава осигурява до 20-те години на 20 век парламентарна еволюция на политическата система, без да се налагат ефективни промени в оригиналния текст: постепенно правителствата престават да зависят от доверието на краля, докато това на парламента става необходимо. Дори и Сенатът да губи значение пред Камарата на депутатите, кралят запазва особено влияние върху външната и военната политика: достатъчно е да се помисли за факт, че традицията иска министрите на войната и на флота (идващи от военните редици) да бъдат посочвани от краля на Председателя на Министерския съвет.
Парламентарната еволюция на Устава се прекратява напълно с идването на фашистката диктатура.  През годините Уставът постепенно е отменян чрез обикновени закони (т. нар. leggi fascistissime), противоречащи на духа на самия устав: пример за това е краят на свободата на изразяване, създаването на специалния съд за защита на държавата и расовите закони.
След падането на фашизма нараства консенсусът, че каквато и институционална форма да бъде избрана за италианската правна система, Уставът трябва вече да се счита за остарял. Със Законодателния указ от 25 юни 1944 г. n. 151  е установено, че „след освобождаването на националната територия институционалните форми ще бъдат избрани от италианския народ, който за тази цел ще избере чрез пряко и тайно всеобщо гласуване Учредително събрание, което да обсъди новата конституция на държавата“.
Законодателният указ от 5 април 1945 г. n. 146 създава Националния съвет – неизборно събрание, назначено от правителството, чиято цел е да дава становища относно законодателните мерки, представени му от правителството. И накрая, Законодателният указ от 16 март 1946 г., n. 98  определя изборите за Учредително събрание. С раждането на Италианската република и с влизането в сила на Конституцията на Италианската република на 1 януари 1948 г. Уставът е окончателно заменен.

## Характеристики
Подобно на другите конституционни харти, издадени в италианските държави през 1848 г., Албертиновият устав има характера на харта, предоставена от суверена. Конституционният избор е наложен не като естествено изпълнение на предишните реформи, а като единственото политическо средство за избягване на еволюцията на ситуацията в демократичен и революционен смисъл. Дефиниран в преамбюла с подпис от самия Карл Алберт като „вечният и неотменим основен закон на монархията“, Уставът е вдъхновен от Френската харта от 1814 г. в нейните модифицирани версии във Франция през 1830 г. и в Белгия през 1831 г. Суверенът всъщност, чрез предоставяне на Устава, желае да създаде нещо като ограничена монархия, в която Короната да не е само формален елемент, но, облечена със собствеността върху изпълнителната власт, да участва решително в законодателната и съдебната власт, излизайки далеч отвъд границите на „неутрална сила“. В този институционален контекст всички други власти и всички останали органи са поставени в подчинено положение или най-малкото в по-нисша позиция от тази на суверена.
Парламентът, разделен на два клона: пожизнен Сенат с кралско назначение и Изборна камара на депутатите, има право да упражнява законодателна власт заедно с краля (чл. 3), да одобрява бюджетите и данъците (чл. 10), да организира провинциите и общините (чл. 74), да урежда военната повинност (чл. 75).
Разпоредбите за правителството (чл. 65-67) се ограничават да говорят за „министри“, без да дават някаква конкретна дисциплина за съставения от тях колегиален орган. На практика между правителството и парламента са установени отношения на доверие: правителството може да остане на поста си само ако бъде потвърдено от гласуването на законодателните асемблеи, докато суверенът при избора на своите министри се съобразява с волята на Камарите и по-специално от Представителната камара. Тази практика се консолидира и кодифицира с известна постепенност.

### Официални въпроси
Уставът никога не се квалифицира с термина конституция, все още считан за изпълен с аксиологични, а не просто с описателни значения. Уставът определя форма на конституционна монархия, която еволюира към форма на парламентарна монархия, разкриваща естеството на гъвкава конституция (изменяема с обикновен закон). Италианската конституционна система претърпява еволюция, продиктувана от конституционен избор, направен формално от монарха, но свързан с конкретното изграждане на политическата система. Първата промяна на статута е тази, която се отнася до знамето, от това със синя кокарда до това с трицветна кокарда, по повод бунта на Ломбардия и Венето срещу австрийското управление през 1848 г. Фактът, че текстът по-късно се оказва общ, всъщност се оказва предимство, тъй като позволява мирното адаптиране към променените нужди и ситуации, както е всъщност в почти всички конституционни документи от 18 и 19 век (като напр. Конституцията на САЩ от 1787 г.). Тази еластичност на Устава кара Артуро Карло Джемоло да изкоментира, че той „живее свой собствен живот“ почти сто години. Дълго време няма формални промени в законовия текст, поне до фашисткия период. Еластичността на текста прави възможно той да бъде склонен към определена интерпретация (призовавайки определени изрази в ущърб на други), подчертавайки една точка или член, а не друг. Така от самото начало Уставът придобива известен аспект на нематериалност, точно както действителното му съдържание се променя през десетилетията. Уставът съответства на това, което се нарича кратка конституция: той се ограничава до провъзгласяване на правата (които са най-вече свобода от държавата) и до идентифициране на формата на управление.

### Права и задължения на жителите на Кралството
Той признава принципа на равенството (чл. 24: „Всички жители на Кралството, независимо от тяхната титла или ранг, са равни пред закона [...]. Всичките се ползват еднакво с граждански и политически права и се допускат до граждански и военни служби при спазване на изключенията, определени от закона"). Той формално признава личната свобода (чл. 26), неприкосновеността на жилището (чл. 27), свободата на печата (чл. 28), свободата на събиранията (чл. 32). Религията е „католическа, апостолическа и римска" (чл. 1). Малко след това идва независимостта първо на валденсите (17 февруари с патентни писма) и след това на евреите (29 март) с признаването на техните граждански и политически права, завършвайки с премахването на църковните привилегии, започвайки от 2 март с Кралски указ, който прогонва йезуитите от държавата. Малко по-късен закон (Закон на Синео от юни 1848 г.) добавя, че различията в култа не са изключение за ползването на граждански и политически права и допускането до граждански и военни служби.

### Уредба на кралството

#### Крал и правителство
Уставът постановява на първо място, че тронът е наследствен според салическия закон, след което дава допълнителни разпоредби относно кралското наследяване в случай на непълнолетност на краля. Кралят е държавен глава, глава на правителството и ръководител на всички въоръжени сили, неговата личност е „свещена и неприкосновена“, което не означава, че той не трябва да спазва законите (както е предвидено от неговата клетва в чл. 22), но само че не може да бъде обект на някаква санкция. Суверенитетът не принадлежи на нацията (въпреки че чл. 41 изрично споменава депутатите като „представители на нацията“), а на краля, който от абсолютен суверен се трансформира в „конституционен принц“ чрез изричната си воля и отстъпка. Така се изоставя абсолютният режим и се навлиза в епохата, в която кралят вижда правомощията си ограничени от Конституцията, но не поради това и значително намалени, както може да се помисли въз основа на британския пример: савойският монарх всъщност „царува и управлява“ за разлика от британския, който има само институционална функция, а не политическа. Кралят остава стожерът, около когото трябва да се върти държавната машина: въпреки че не държи напълно трите власти в свое лице, той все пак запазва голяма част от тях, а органите, на които те са делегирани според Устава, трябва всъщност да ги управляват в общение със самия монарх: народът има изключително малка роля.
Кралят упражнява изпълнителната власт чрез избраните от него министри, които при необходимост могат да бъдат уволнени от него; свиква и разпуска Камарата на депутатите и има властта да одобрява законите, институция, различна от президентското обнародване, предвидено от Конституцията на републиката от 1948 г., тъй като с нея Кралят оценява основателността на акта и може да го откаже, ако сметне, че въпросният закон не отговаря на политическата посока, следвана от Короната. Кралят автоматично решава относно правителството, а парламентът се ограничава до изготвянето на законите (колективно, с приноса на краля и с неговото одобрение).
На практика Карл Алберт се опитва да гарантира неговото правителство да има доверието на парламента, като го заменя, когато то се проваля. Това довежда до формирането на четири различни кабинета в рамките на една година, без нито един вот на доверие. Започвайки през 1852 г. обаче, с идването на Камило Бенсо ди Кавур, именно последният е ръководител на парламентарното мнозинство и по време на криза подкрепата на Камарата на депутатите налага Кавур да бъде преназначен в контраст на кралския стремеж да го замести. В практиката на прилагане надделява същественото признание от страна на краля, че „неговото“ правителство трябва да се ползва с доверието на Камарата на депутатитe и следователно се преминава към държава от парламентарен тип. Кралят е считан по-скоро за представител на националното единство отколкото за глава на изпълнителната власт. Първоначално обаче министрите се считат за индивидуални сътрудници на краля без официално признаване на заседанията им в колегиални органи. В Устава не се споменава фигурата на Председателя на Министерския съвет. Министрите (които могат и да не са парламентарни) са отговорни за действията на краля, за които трябва да са контраподписващи, не политически спрямо камарите, а юридически пред съдилищата.

#### Парламент
Парламентът е съставен от две камари: Сенат, назначаван от Краля и с пожизнени сенатори, идващи от Реал Каза, който не може да се саморазпусне, и Камара на депутатите, избрана на база преброяване и съставена от мъже, с едномандатен избирателен район и избори в два тура. Двукамерността се развива с политическото преобладаване на Долната камара. Законопроектите могат да бъдат дело на правителството, на парламентаристите, както и на краля. За да станат закон, те трябва да бъдат одобрени в един и същи текст от двете камари, без ред на предимство (с изключение на фискалните и бюджетните, които трябва да преминат първо през Камарата на депутатите) и трябва да бъдат снабдени с кралското одобрение. Следователно двете камари и кралят представляват „трите законодателни органа“ за Устава: достатъчно е един от тях да се противопостави и за тази сесия проектът вече не може да бъде възпроизведен. Чл. 9 от Устава предвижда установяването на удължаване на сесиите, което позволява да се спре работата на Парламента, без да се разпуска Камарата на депутатите, която остава в състояние на суспендиране – това е от полза за суверена, за да може да накара да Камарата на депутатите, несъгласна с неговото решение, да преразгледа мнението си.

#### Съдебна система на кралството
Що се отнася до правосъдието, то „произтича от краля“: той назначава съдии и има властта да дава помилвания и да смекчава наказания. Като гаранция за гражданите е зачитането на обикновения съдия и забраната на извънредния съд, както и публичността на заседанията и съдебните процеси. Преди Устава кралят има правото да назначава, повишава, мести и отстранява своите съдии. Уставът въвежда допълнителни гаранции за гражданите и съдиите, на които след три години дейност им е гарантирана несменяемост. Чл. 73 изключва възможността да се вземе предвид съдебният прецедент за решенията във върховните държавни съдилища. Така окончателно отпада тълкуването на съдията с пряко нормативно значение и то е заменено от държавната законодателна власт. Съдебната власт не представлява власт, а ред, пряко подчинен на Министерството на правосъдието. Контролът върху дейността на отделния съдия е поверен преди всичко на други съдии: Джузепе Сикарди намира за разумно това да се извършва от най-висшия орган – Касационният съд. Няма независим орган за самоуправление на съдебната власт като съвременния Висш съвет на съдебната власт.

## Празник на Устава
Празникът на Албертиновия устав е отбелязан за първи път на 27 февруари 1848 г., след като Уставът е обявен на 8 февруари, но все още не е провъзгласен. Предишният национален празник на Кралство Сардиния е преместен в първата неделя на юни и е разширен за други региони след анексирането.
Значението на празника се променя през годините: първоначално той е либерален и има инциденти, защото се иска да се празнува и в църквите с пеенето на Te Deum. Тъй като е граждански празник, епископите се противопоставят и за това понякога са осъждани. След завладяването на Рим обаче най-противоречивият празник на Рисорджименто става 20 септември, напомняйки за превземането на Рим на 20 септември 1870 г., когато той е анексиран към Кралство Италия и се слага край на Папската държава. Постепенно празникът на Устава придобива значението на празник на монархията.
Петдесетата годишнина на Устава е тържествено отбелязана на 4 март 1898 г. 
Празникът на Устава се празнува и по време на фашисткия период, когато обаче Уставът вече е изпразнен от голяма част от съдържанието си.
Празникът на Устава е един от тържествените случаи, при които рицарите от Върховния орден на Сантисима Анунциата могат да носят големи огърлици вместо малки.